# Minuartia sintenisii
Minuartia sintenisii är en nejlikväxtart som först beskrevs av Lindb. f., och fick sitt nu gällande namn av Karl Heinz Rechinger. Minuartia sintenisii ingår i släktet nörlar, och familjen nejlikväxter. Inga underarter finns listade i Catalogue of Life.